# Reggie Bush
Reginald Alfred "Reggie" Bush II (2 de março de 1985) é um jogador profissional aposentado de futebol americano estadunidense que atuava como running back na National Football League. Bush é amplamente considerado um dos maiores jogadores de futebol universitário de todos os tempos. Ao longo de sua carreira universitária, ganhou vários prêmios, incluindo o Troféu Heisman de melhor atleta. No entanto, alegações de que ele recebeu benefícios impróprios foram centrais para uma investigação da NCAA sobre o programa de futebol americano da USC, que resultou em severas sanções da NCAA contra a USC, incluindo uma proibição de pós-temporada de dois anos e a anulação da sua participação no campeonato nacional de 2004. Como resultado, Bush voluntariamente renunciou ao seu Troféu Heisman e perdeu outras honrarias recebidas. Em 24 de abril de 2024, foi anunciado que Bush teria seu Troféu Heisman reintegrado por causa do que o Heisman Trust chama de "enormes mudanças no cenário do futebol universitário".
Na NFL, sua carreira foi relativamente quieta. Foi draftado pelo New Orleans Saints em 2006. Com os Saints, Bush chegou a ser noemado All-Pro como retornador de punts em 2008 e fez parte da equipe que venceu o Super Bowl XLIV, em 2010, contra o Indianapolis Colts. Ele também atuou pelo Buffalo Bills, Miami Dolphins, Detroit Lions e o San Francisco 49ers antes de se aposentar da NFL oficialmente em 2017.